# Веслування на байдарках і каное на Європейських іграх 2023 — каное-двійки, 200 метрів (мікст)
Змагання з веслування на каное-двійках на дистанції 200 м серед змішаних пар на Європейських іграх 2023 відбулися 22 - 24 червня 2023 року. Участь взяли 20 спортсменів з 10 країн.

## Призери
| Золото                           | Срібло                                          | Бронза                             |
| Іспанія Антія Жаком Пабло Гранья | Польща Александр Квітевський Сильвія Щербінська | Німеччина Ніко Пікерт Анніка Лоске |

## Розклад
| Заїзд    | Дата      | Час   |
| -------- | --------- | ----- |
| Заїзд 1  | 22 червня | 18:17 |
| Заїзд 2  | 22 червня | 18:24 |
| Півфінал | 23 червня | 18:47 |
| Фінал    | 24 червня | 15:53 |

## Результати

### Заїзди
Перші три човни виходять до фіналу, решта - потрапляють до півфіналу. 
| Місце | Доріжка | Каноїстка                    | Країна     | Час    | Примітки |
| ----- | ------- | ---------------------------- | ---------- | ------ | -------- |
| 1     | 4       | Б'янка Надь Адам Фекете      | Угорщина   | 41.018 | F        |
| 2     | 5       | Марія Оларасу Міхай Чічія    | Молдова    | 41.038 | F        |
| 3     | 6       | Антонін Грабал Деніса Рагова | Чехія      | 41.080 | F        |
| 4     | 3       | Елдер Сілва Інес Пенетра     | Португалія | 41.120 | SF       |
| 5     | 7       | Хлое Ніко Лукас Ларок        | Франція    | 42.512 | SF       |

| Місце | Доріжка | Каноїстка                                | Країна    | Час    | Примітки |
| ----- | ------- | ---------------------------------------- | --------- | ------ | -------- |
| 1     | 7       | Антія Жаком Пабло Гранья                 | Іспанія   | 40.210 | F        |
| 2     | 5       | Александр Квітевський Сильвія Щербінська | Польща    | 40.526 | F        |
| 3     | 6       | Ніко Пікерт Анніка Лоске                 | Німеччина | 41.506 | F        |
| 4     | 4       | Віталій Вергелес Валерія Терета          | Україна   | 42.620 | SF       |
| 5     | 3       | Габріеле Черепокайте Вадим Коробов       | Литва     | 43.857 | SF       |

### Півфінал[3]
Перші три човни виходять до фіналу, решта - завершують змагання. 
| Місце | Доріжка | Каноїст                            | Країна     | Час    | Примітки |
| ----- | ------- | ---------------------------------- | ---------- | ------ | -------- |
| 1     | 4       | Віталій Вергелес Валерія Терета    | Україна    | 40.494 | F        |
| 2     | 5       | Елдер Сілва Інес Пенетра           | Португалія | 40.644 | F        |
| 3     | 6       | Хлое Ніко Лукас Ларок              | Франція    | 42.470 | F        |
|       | 3       | Габріеле Черепокайте Вадим Коробов | Литва      |        | DNS      |

### Фінал[4]
| Місце | Доріжка | Каноїст                                  | Країна     | Час    | Примітки |
| ----- | ------- | ---------------------------------------- | ---------- | ------ | -------- |
| 1     | 4       | Антія Жаком Пабло Гранья                 | Іспанія    | 39.413 |          |
| 2     | 6       | Александр Квітевський Сильвія Щербінська | Польща     | 40.601 |          |
| 3     | 2       | Ніко Пікерт Анніка Лоске                 | Німеччина  | 40.697 |          |
| 4     | 5       | Б'янка Надь Адам Фекете                  | Угорщина   | 40.741 |          |
| 5     | 3       | Марія Оларасу Міхай Чічія                | Молдова    | 40.741 |          |
| 6     | 8       | Віталій Вергелес Валерія Терета          | Україна    | 41.525 |          |
| 7     | 1       | Елдер Сілва Інес Пенетра                 | Португалія | 41.733 |          |
| 8     | 7       | Антонін Грабал Деніса Рагова             | Чехія      | 42.179 |          |
| 9     | 9       | Хлое Ніко Лукас Ларок                    | Франція    | 43.411 |          |